# Kjell Nilsson (politiker)
Kjell Olof Herman Nilsson, född 23 maj 1928 i Växjö landsförsamling, död 1 december 2014 i Växjö, var en svensk metallarbetare och socialdemokratisk politiker.
Nilsson var mellan 1971 och 1994 riksdagsledamot för Kronobergs läns valkrets.